# Mesene silaris
Espèce
Mesene silaris est une espèce d'insectes lépidoptères (papillons) appartenant à la famille  des Riodinidae et au genre Mesene.

## Taxonomie
Mesene silaris a été décrit par Frederick DuCane Godman et Osbert Salvin en 1878.
Synonymie : Mesene icterias Stichel, 1910.

### Sous-espèces
- Mesene silaris leucopus Godman & Salvin, 1886 ; au Mexique dans le Chiapas[3]
- Mesene silaris maroni Brévignon, 1993 ; en Guyane[2].

### Nom vernaculaire
Il se nomme Yellow Metalmark en anglais.

## Description
Mesene silaris est jaune très largement bordé de marron, ce qui laisse une grande flaque jaune à chaque aile.

## Biologie

### Plante hôte
La plante hôte de sa chenille est Rinorea squamata.

## Écologie et distribution
Mesene phareus est présent en Guyane, au Guyana, au Surinam, au Mexique dans le Chiapas, en  Équateur, au Venezuela  au Guatemala et au Pérou.

### Biotope
Il réside dans la forêt tropicale.

### Protection
Pas de statut de protection particulier.